# أيار
أيَّار هو الشهر الخامس (5) من شهور السنة الميلادية حسب الأسماء العربية الفصحى الواردة في المعاجم العربية، وحسب الأسماء السريانية المستعملة في المشرق العربي. الاسم بابلي الأصل. يقابله في التسمية الغربية شهر مايو.

## أيار عند اليهود
أيار هو الشهر الثاني من السنة اليهودية. السنة الدينية (التي تبدأ في 1 نيسان) حسب التقويم العبري. الاسم بابلي الأصل. وهو شهر مكون من 29 يوما. يقع شهر إيار عادة في شهري أبريل ومايو حسب التقويم الميلادي. في الكتاب المقدس العبري، قبل السبي البابلي، كان الشهر يسمى زيف. زيف هي كلمة عبرية تعني "النور" أو "التوهج".
جنبا إلى جنب مع جميع أسماء الأشهر اليهودية الحالية بعد الكتاب المقدس، تم اعتماد إيار خلال السبي البابلي. في التقويم البابلي كان اسمه أرخ أرو، والذي يمكن تفسيره على أنه "شهر الإزهار".

## أيار عند العرب
قال الأَزهري: العرب تقول: السنة أَربعة أَزمان، ولكل زمن منها ثلاثة أَشهر، وهي فصول السنة: منها فصل الصيف وهو فصلُ ربيع الكَلإِ آذارُ ونَيْسانُ وأَيّارُ، ثم بعده فصل القيظ حَزِيرانُ وتَموزُ وآب، ثم بعده فصل الخريف أَيْلُولُ وتَشْرِين وتَشْرين، ثم بعده فصل الشتاء كانُونُ وكانونُ وسُباطُ.

## في الأمثال
ارتبط أيَّار بالتراث والحكايا الشعبية والأمثال في المشرق العربي. من الأمثال الشهيرة المتداولة حول أيار:
- في أيار احمل منجلك وغار.
- في أيار الغمر طيار.
- في أيار يطلع المشمش والخيار.
- أيار توت ومشمش وخيار.
- أيار شهر الرياحين والأزهار.
- في أيار نام على سطح الدار.